# Adrián Palomares
Adrián Palomares Villaplana (Carcaixent, 18 febbraio 1976) è un dirigente sportivo ed ex ciclista su strada spagnolo.

## Palmarès

### Strada
- 1999 (GD Supermercados Froiz, una vittoria)

2ª tappa Vuelta a Toledo (San Bartolomé de las Abiertas > El Campillo de la Jara)
- 2001 (Carvalhelhos-Boavista, due vittorie)

3ª tappa Volta às Terras de Santa Maria Feira
Classifica generale Grande Prémio Internacional de Torres Vedras
- 2007 (Fuerteventura-Canarias, due vittorie)

5ª tappa Regio-Tour (Lahr/Schwarzwald > Vogtsburg im Kaiserstuhl)
4ª tappa Tour of Britain (Rotherham > Bradford)
- 2009 (Contentpolis-AMPO, due vittorie)

3ª tappa Grande Prémio Internacional CTT Correios de Portugal (Fafe > Mondim de Basto)
Classifica generale Grande Prémio Internacional CTT Correios de Portugal
- 2012 (Andalucía-Caja Granada, una vittoria)

5ª tappa - parte b Vuelta a Chile (Puerto Montt > Osorno)

#### Altri successi
- 2003 (Carvalhelhos-Boavista)

Classifica scalatori Gran Premio International MR Cortez-Mitsubishi
- 2006 (Kaiku)

Classifica scalatori Volta a la Comunitat Valenciana
- 2008 (Contentpolis-Murcia)

Classifica scalatori Vuelta a La Rioja
- 2013 (De Rijke-Shanks)

Prologo Volta a Portugal (Lisbona, cronosquadre)

## Piazzamenti

### Grandi Giri
- Vuelta a España

2009: 45º
2011: 114º
2012: 112º